# Moerbekerpolder
Moerbeekerpolder is een polder in de gemeente Hollands Kroon, in de provincie Noord-Holland.
Moerbekerpolder, is gelegen ten het westen van het dorp Lutjewinkel en ten noorden van Winkel. De polder bestaat uit vooral land- en tuinbouwgebied. In de polder ligt ook nog het gehucht Moerbeek.